# Yannick Bolasie
Yannick Bolasie (Lyon, 24 de maio de 1989) é um futebolista congolês que atua como ponta. Atualmente joga pelo Cruzeiro. 
Na Inglaterra, representou o Plymouth Argyle, Barnet, Bristol City, Crystal Palace, Everton e Aston Villa. Nascido na França, internacionalmente representa a seleção da República Democrática do Congo.

## Carreira Clubística

### Início de Carreira
Bolasie iniciou a sua carreira no Rushden & Diamonds, com 16 anos. Após 4 meses na base do clube, mudou-se para o Hillingdon Borough, da Southern League Division One (equivalente à 8ª divisão inglesa) antes de assinar pelo Floriana, da Premier League maltesa.
Em 2008 voltou a Inglaterra após ser convidado para um período de testes com o Plymouth Argyle, tendo impressionado o suficiente para receber uma oferta de contrato de 2 anos. Treinou com o  Dagenham & Redbridge, visando um possível empréstimo, mas acabou por ser emprestado ao seu clube de formação, o Rushden & Diamonds, perto do final do ano de 2008.
Estreou no dia 29 de novembro em jogo contra o Eastbourne Borough e somou 7 partidas na Conference (5ª divisão inglesa) antes de regressar ao Plymouth Argyle em janeiro de 2009. Bolasie foi novamente emprestado, desta vez ao Barnet, estreando na League Two contra o Accrington Stanley em 24 de janeiro de 2009. Marcou o seu primeiro gol pelo clube duas semanas depois, abrindo o placar no empate por 3 a 3 frente ao Grimsby Town.
Bolasie regressou ao Plymouth Argyle no final da temporada 2008–09, tendo marcado 3 gols em 20 jogos no campeonato pelo Barnet. O treinador do Barnet, Ian Hendon, estava interessado em trazê-lo de volta para o clube, mas descartou as hipóteses de o contratar definitivamente: "Yannick ainda está sob contrato no Plymouth, então é provável que retorne lá no final da temporada."
Bolasie regressou ao Barnet em julho de 2009 antes da temporada 2009–10, num empréstimo de 6 meses, esperando que o tempo de jogo o ajudasse a ganhar um lugar no elenco principal do Argyle.
Ele marcou contra o Grimsby novamente em outubro de 2009, através de um chute de longa distância. Três semanas depois, marcou o seu segundo gol da temporada, contra o Darlington, ajudando o Barnet a manter-se na metade superior da classificação da League Two.

### Plymouth Argyle

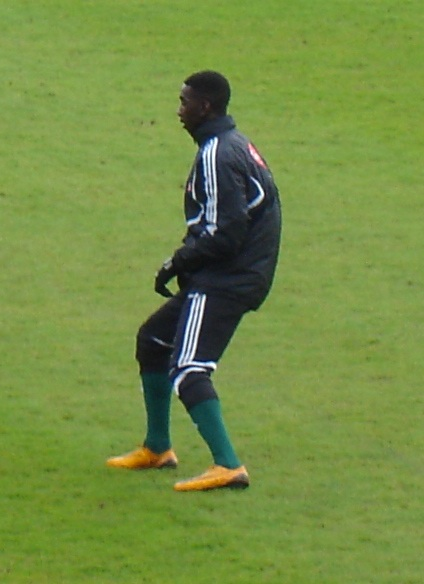
Bolasie a treinar com o Plymouth Argyle em 2010

Bolasie regressou ao Plymouth Argyle em janeiro de 2010, após marcar 2 gol em 22 jogos no campeonato pelo Barnet.
O treinador Paul Mariner, que substituíra Paul Sturrock no mês anterior, decidiu dar-lhe uma oportunidade, convocando-o para o jogo contra o Barnsley, em 13 de fevereiro de 2010. Bolasie estreou nesse jogo, entrando no segundo tempo para ajudar a reverter um placar adverso numa vitória por 3–1.
Marcou o seu primeiro golo pelo Plymouth duas semanas depois, contra o Sheffield United. O ponta veloz, terminou a temporada com 16 jogos no Championship, mas o Plymouth Argyle foi rebaixado para a League One. O clube ofereceu um novo contrato a Bolasie em abril de 2010, que o jogador assinou em julho, após Peter Reid ser anunciado como novo treinador.

### Bristol City
Bolasie transferiu-se para o Bristol City a 6 de junho de 2011, por uma taxa não revelada, assinando um contrato de 2 anos. Estreou-se a marcar pelo clube numa vitória por 3–1 contra o Coventry City, a 9 de abril de 2012.
No fim desse mês, foi eleito Jovem Jogador do Ano pelos adeptos do Bristol. Em agosto de 2012, Bolasie submeteu um pedido de transferência por escrito, pois pretendia regressar a Londres.

### Crystal Palace
Em agosto de 2012, Bolasie assinou um contrato de 3 anos com o Crystal Palace a troco de uma taxa não revelada. Estreou-se pelos Eagles numa derrota por 2–1 frente ao Middlesbrough e marcou o seu primeiro golo pelo clube numa vitória por 5–0 contra o Ipswich Town. Foi substituto não-utilizado na final do play-off de promoção do Championship  2012–13, em que os Eagles derrotaram o Watford por 1–0, conquistando a subida à Premier League.
A 5 de outubro de 2013, Bolasie estreou-se na Premier League, entrando como suplente numa derrota por 3–1 frente ao Liverpool, em Anfield. A 23 de novembro, foi expulso aos 78 minutos de jogo numa vitória por 1–0 sobre o Hull City. Bolasie marcou o seu primeiro golo na divisão a 21 de setembro de 2014, numa vitória por 3–2 sobre o Everton, em Goodison Park. A 11 de abril de 2015, Bolasie marcou um hat-trick em 11 minutos contra o Sunderland, numa vitória por 4–1 no Stadium of Light, tornando-se o primeiro jogador da história do Crystal Palace a marcar um hat-trick na Premier League. No início da temporada 2015–16, Bolasie renovou contrato com o Palace por 3 anos e meio.
Yannick fizeram muitas temporadas modestas pelo Crystal Palace. A equipe não brigava ativamente pelo título do Campeonato Inglês e teve como melhor colocação, desde a estreia do congolês, o 10º lugar na tabela da Premier League de 2014–15. No entanto, a equipe conseguiu chegar a uma final de FA Cup em 2016 com o atacante abrindo o placar diante o Watford na semifinal.
No jogo decisivo, os Eagles enfrentaram o Manchester United de Louis van Gaal e abriram o placar. Os Red Devils, porém, empataram o jogo no minuto 86 e garantiram o título após Jesse Lingard fazer o único tento da prorrogação. Dessa forma, após outras campanhas menos vitoriosas na Copa da Liga Inglesa, Bolasie deixou o time sem nenhum título ganho.

### Everton
A 15 de agosto de 2016, Bolasie assinou pelo Everton, a troco de 25 milhões de libras.
Estreou-se pelos Toffees cinco dias depois, entrando como suplente numa vitória por 2–1 sobre o West Bromwich Albion. A sua estreia a titular ocorreu três dias depois, numa vitória por 4–0 sobre o Yeovil Town, para a Taça da Liga Inglesa. A 4 de dezembro de 2016, durante um empate por 1–1 frente ao Manchester United, Bolasie sofreu uma lesão no ligamento cruzado anterior direito que o afastou dos relvados até 26 de dezembro de 2017.
Em 2 de outubro de 2020, Carlo Ancelotti, na altura treinador do Everton, anunciou que, embora Bolasie estivesse a treinar bem, não se encontrava nos seus planos e tinha liberdade para deixar o clube. Bolasie saiu do Everton em junho de 2021.

#### Empréstimos
No início da temporada 2018–19, Bolasie foi emprestado ao  Aston Villa até ao final da época. No entanto, o empréstimo foi interrompido em janeiro de 2019, regressando ao Everton, antes de ser emprestado novamente, desta vez ao Anderlecht, da Bélgica, até ao final da temporada 2018–19.
Em setembro de 2019, foi emprestado ao Sporting CP para a temporada 2019–20. A 28 de janeiro de 2021, Bolasie foi emprestado ao Middlesbrough, do Championship, até ao final da temporada 2020–21. Estreou-se a marcar pelo Middlesbrough a 5 de abril, num empate por 1–1 frente ao Watford.

### Çaykur Rizespor
Em agosto de 2021, Bolasie assinou pelo Çaykur Rizespor, que atuava no Campeonato Turco de Futebol. O jogador teve uma campanha inicial muito abaixo das expectativas e só marcou dois gols em 27 partidas no Campeonato. O clube, que fizera outros jogos em um baixo nível, acabou sendo rebaixado à Segunda Divisão. Bolasie permaneceu na equipe e destacou-se demasiadamente na segunda época, pois estufou as redes da 1. Lig 17 vezes em 26 partidas.

### Swansea
Depois que seu contrato se encerrou com o clube turco, o congolês deixou a equipe para retornar à Inglaterra e treinou no CT do Swansea City uma semana antes de ser contratado oficialmente. Após o anuncio, Bolasie pôde jogar o primeiro semestre da EFL Championship de 2023–24, mas não balançou as redes em nenhum de seus 12 jogos pela equipe inglesa.

### Criciúma

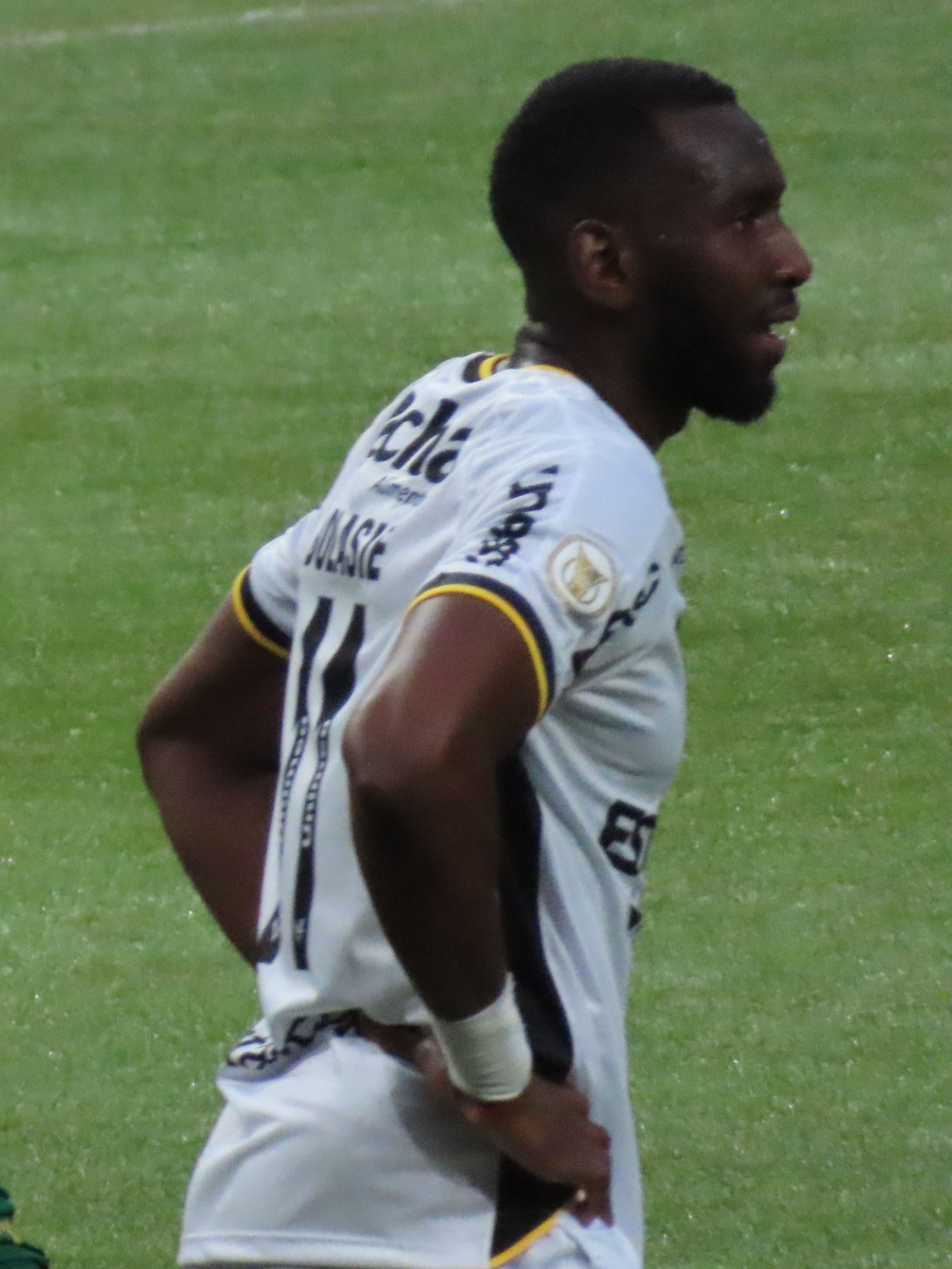
Bolasie em 2024, pelo Criciúma.

Após o fim do curto contrato com o Swansea, o jogador aceitou jogar no Futebol Brasileiro e assinou com o Criciúma Esporte Clube. A equipe havia conseguido um acesso na temporada anterior e jogaria a Série A pela primeira vez em uma década.
A estreia do congolês aconteceu na primeira rodada do Brasileirão, onde jogou por 32 minutos diante o Juventude. Seu primeiro gol aconteceu na 4ª rodada, quando estufou as redes de Léo Jardim uma vez contra o Vasco da Gama em uma goleada por 4 a 0 em São Januário. Além do tento, o jogador se destacou por dar outras duas assistências para seus companheiros aumentarem a vantagem do jogo. No entanto, o atacante também ficou marcado por, no momento em que clube catarinense já com vantagem no placar, girar em campo. O giro foi considerado uma provocação, e o árbitro da partida o advertiu para que ele parasse com o gesto.
| “                                     | O que o árbitro me pediu foi para não voltar a fazer aquilo. Nunca tinha visto uma coisa assim na minha vida, mas tive de respeitar o conselho, estou no Brasil, é um país diferente. No final do jogo ele veio dizer-me que jogava comigo no jogo FIFA, acabou por ser engraçado. | ” |
| — Bolasie após o jogo contra o Vasco. | |   |

O jogador ficou marcado pelo seu carisma em um clube que fazia uma regular campanha no primeiro turno. A equipe conseguia permanecer relativamente longe dos últimos colocados e o congolês se destacava como uma das peças mais prolíferas no ataque do Tigre. Na 14ª rodada, fez o único gol da partida diante o Cruzeiro.
O segundo turno do clube foi menos regular. A equipe passou a ter muitos resultados negativos e Bolasie deixou de participar ativamente de gols como antes. De fato, marcou em apenas três partidas desde o fim da 19ª rodada: contra o Juventude, Vasco e Corinthians. Em todas essas partidas o atacante congolês fizera um doblete.
Com tantos resultados negativos, o Tigre passou a brigar ativamente contra o rebaixamento até a penúltima rodada. Mas lá, no entanto, a equipe catarinense perdeu para o Flamengo e deixou de conseguir pontuação o suficiente para se manter na Série A do ano seguinte. Desse modo, com uma rodada de antecedência, o congolês foi rebaixado à Segunda Divisão – o terceiro time a ser rebaixado no Campeonato.
Apesar de não ter tido um ano positivo com o clube, o atacante foi muito bem recebido pela torcida brasileira e tornou-se uma carismática figura do futebol nacional. Ele era um jogador que interagia ativamente nas redes sociais, comentando partidas de seu próprio time até mesmo da Seleção Brasileira. Yannick expôs o seu desejo de permanecer no Brasil e antes mesmo da temporada acabar já possuía sondagens de outras equipes tradicionais do país.
Bolasie encerrou sua primeira temporada no Brasil com 36 jogos, marcou oito gols e deu quatro assistências.

### Cruzeiro
Em 27 de dezembro de 2024, Bolasie foi anunciado pelo Cruzeiro, com contrato válido por um ano.
Estreou nas partidas amistosas da FC Series contra São Paulo e Atlético/MG, na Flórida. Marcou o primeiro gol oficial da temporada na abertura do Campeonato Mineiro, vitória de 1-0 contra o Tombense, no Mineirão, em 19 de janeiro.
Foi herói no empate do Cruzeiro contra o América Mineiro, pela sexta rodada do Mineiro, em 5 de fevereiro, no Independência. No fim do segundo tempo, após cruzamento de William, Bolasie mergulhou de peixinho pra empatar o jogo.
Na última rodada da primeira fase do Campeonato Mineiro, marcou o único gol do Cruzeiro na derrota para o Democrata de Governador Valadares em Sete Lagoas. Após o cruzamento de Fagner, de cabeça novamente Bolasie marcou o gol. O jogo marcou a estreia do treinador Leonardo Jardim.

## Carreira Internacional
Bolasie era elegível para representar França (onde nasceu), Inglaterra (onde cresceu e realizou a sua formação futebolística) e República Democrática do Congo (país natal dos seus pais) internacionalmente. Em janeiro de 2013, enquanto representava o Crystal Palace no Championship, Bolasie rejeitou a oportunidade de representar a República Democrática do Congo na Taça das Nações Africanas de 2013, alegando que não queria atrapalhar o progresso na sua carreira clubística. Em março de 2013, Bolasie foi novamente convocado pela seleção da R. D. do Congo, estreando-se internacionalmente num empate por 0–0 frente à Líbia, na qualificação para o Mundial de 2014.
Bolasie foi um dos selecionados pela seleção congolesa para a Taça das Nações Africanas de 2015, realizada na Guiné Equatorial. A 18 de janeiro, marcou o golo do empate no primeiro jogo da fase de grupos, que terminou 1–1 frente à Zâmbia. A R.D. do Congo terminou em 3º lugar no torneio.

## Vida Pessoal
Os seus pais nasceram no Zaire, atualmente República Democrática do Congo. Bolasie nasceu em Lyon, na França, mas mudou-se para Inglaterra com apenas 7 meses, crescendo no borough londrino de Brent. O seu irmão mais novo, Ruddock Yala, é também futebolista, tendo representado o Harrow Borough, Grays Athletic, Boreham Wood e Maldon & Tiptree. Os futebolistas Lomana LuaLua, Kazenga LuaLua e Trésor Kandol são seus primos.
Bolasie detém um grande interesse por música Grime. Em 2014, gravou uma batalha de rap com o também futebolista Bradley Wright-Phillips para a série Lord of the Mics.

## Estatísticas de Carreira

### Clubes
- Atualizado até 21 de maio de 2023

| Clube                     | Temporada                  | Campeonato                           | Campeonato | Campeonato | Taça  | Taça  | Taça da Liga | Taça da Liga | Outros | Outros | Total | Total |
| Clube                     | Temporada                  | Divisão                              | Jogos      | Golos      | Jogos | Golos | Jogos        | Golos        | Jogos  | Golos  | Jogos | Golos |
| ------------------------- | -------------------------- | ------------------------------------ | ---------- | ---------- | ----- | ----- | ------------ | ------------ | ------ | ------ | ----- | ----- |
| Hillingdon Borough        | 2006–07                    | Southern Division 1 South &amp; West | 5          | 0          | 0     | 0     | —            | —            | —      | —      | 5     | 0     |
| Floriana                  | 2007–08                    | Premier League Maltesa               | 24         | 4          | 0     | 0     | —            | —            | —      | —      | 24    | 4     |
| Plymouth Argyle           | 2008–09                    | Championship                         | 0          | 0          | 0     | 0     | 0            | 0            | —      | —      | 0     | 0     |
| Plymouth Argyle           | 2009–10                    | Championship                         | 16         | 1          | 0     | 0     | 0            | 0            | —      | —      | 16    | 1     |
| Plymouth Argyle           | 2010–11                    | League One                           | 35         | 7          | 1     | 0     | 0            | 0            | 2      | 0      | 38    | 7     |
| Plymouth Argyle           | Total                      | Total                                | 51         | 8          | 1     | 0     | 0            | 0            | 2      | 0      | 54    | 8     |
| Rushden & Diamonds (emp.) | 2008–09                    | Conference Premier                   | 7          | 0          | 0     | 0     | —            | —            | 3      | 0      | 10    | 0     |
| Barnet (emp.)             | 2008–09                    | League Two                           | 20         | 3          | 0     | 0     | 0            | 0            | 0      | 0      | 20    | 3     |
| Barnet (emp.)             | 2009–10                    | League Two                           | 22         | 2          | 3     | 0     | 1            | 0            | 2      | 0      | 28    | 2     |
| Barnet (emp.)             | Total                      | Total                                | 42         | 5          | 3     | 0     | 1            | 0            | 2      | 0      | 48    | 5     |
| Bristol City              | 2011–12                    | Championship                         | 23         | 1          | 1     | 0     | 0            | 0            | —      | —      | 24    | 1     |
| Bristol City              | 2012–13                    | Championship                         | 0          | 0          | 0     | 0     | 1            | 0            | —      | —      | 1     | 0     |
| Bristol City              | Total                      | Total                                | 23         | 1          | 1     | 0     | 1            | 0            | —      | —      | 25    | 1     |
| Crystal Palace            | 2012–13                    | Championship                         | 43         | 3          | 2     | 0     | 0            | 0            | 2      | 0      | 47    | 3     |
| Crystal Palace            | 2013–14                    | Premier League                       | 29         | 0          | 1     | 0     | 0            | 0            | —      | —      | 30    | 0     |
| Crystal Palace            | 2014–15                    | Premier League                       | 34         | 4          | 1     | 0     | 0            | 0            | —      | —      | 35    | 4     |
| Crystal Palace            | 2015–16                    | Premier League                       | 26         | 5          | 4     | 1     | 1            | 0            | —      | —      | 31    | 6     |
| Crystal Palace            | 2016–17                    | Premier League                       | 1          | 0          | 0     | 0     | 0            | 0            | —      | —      | 1     | 0     |
| Crystal Palace            | Total                      | Total                                | 133        | 12         | 8     | 1     | 1            | 0            | 2      | 0      | 144   | 13    |
| Everton                   | 2016–17                    | Premier League                       | 13         | 1          | 0     | 0     | 2            | 0            | —      | —      | 15    | 1     |
| Everton                   | 2017–18                    | Premier League                       | 16         | 1          | 1     | 0     | 0            | 0            | 0      | 0      | 17    | 1     |
| Everton                   | Total                      | Total                                | 29         | 2          | 1     | 0     | 2            | 0            | 0      | 0      | 32    | 2     |
| Aston Villa (emp.)        | 2018–19                    | Championship                         | 21         | 2          | 0     | 0     | 0            | 0            | 0      | 0      | 21    | 2     |
| Anderlecht (emp.)         | 2018–19                    | Jupiler Pro League                   | 17         | 6          | 0     | 0     | 0            | 0            | 0      | 0      | 17    | 6     |
| Sporting CP (emp.)        | 2019–20[carece de fontes?] | Primeira Liga                        | 14         | 1          | 1     | 0     | 3            | 0            | 7      | 1      | 25    | 2     |
| Middlesbrough (emp.)      | 2020–21                    | Championship                         | 15         | 3          | —     | —     | —            | —            | —      | —      | 15    | 3     |
| Çaykur Rizespor           | 2021–22                    | Süper Lig                            | 27         | 2          | 0     | 0     | 0            | 0            | 0      | 0      | 27    | 2     |
| Çaykur Rizespor           | 2022–23                    | TFF First League                     | 26         | 17         | 2     | 1     | 0            | 0            | 0      | 0      | 28    | 18    |
| Çaykur Rizespor           | Total                      | Total                                | 53         | 19         | 2     | 1     | 0            | 0            | 0      | 0      | 55    | 20    |
| Total de Carreira         | Total de Carreira          | Total de Carreira                    | 434        | 63         | 17    | 2     | 8            | 0            | 16     | 1      | 465   | 66    |

1. 1 2  Jogos no EFL Trophy
2. ↑  Jogos no FA Trophy
3. ↑  Jogos nos play-offs do Championship
4. ↑  Jogos na Liga Europa

### Internacional
- Atualizado até 25 de março de 2022[108]

| Seleção                        | Ano   | Jogos | Golos |
| ------------------------------ | ----- | ----- | ----- |
| República Democrática do Congo | 2013  | 3     | 0     |
| República Democrática do Congo | 2014  | 6     | 2     |
| República Democrática do Congo | 2015  | 15    | 4     |
| República Democrática do Congo | 2016  | 7     | 2     |
| República Democrática do Congo | 2018  | 4     | 1     |
| República Democrática do Congo | 2019  | 7     | 0     |
| República Democrática do Congo | 2020  | 2     | 0     |
| República Democrática do Congo | 2021  | 4     | 0     |
| República Democrática do Congo | 2022  | 2     | 0     |
| Total                          | Total | 50    | 9     |

- Atualizado até 25 de março de 2022

| Nº | Data                   | Local                                                   | Adversário | Placar | Resultado | Competição                                            |
| -- | ---------------------- | ------------------------------------------------------- | ---------- | ------ | --------- | ----------------------------------------------------- |
| 1  | 19 de novembro de 2014 | Stade Tata Raphaël, Kinshasa, RD Congo                  | Serra Leoa | 1–1    | 3–1       | Qualificação para a Taça das Nações Africanas de 2015 |
| 2  | 19 de novembro de 2014 | Stade Tata Raphaël, Kinshasa, RD Congo                  | Serra Leoa | 3–1    | 3–1       | Qualificação para a Taça das Nações Africanas de 2015 |
| 3  | 7 de janeiro de 2015   | Estádio Ahmadou Ahidjo, Yaoundé, Camarões               | Camarões   | 1–1    | 1–1       | Amigável                                              |
| 4  | 18 de janeiro de 2015  | Estádio de Ebebiyín, Ebebiyín, Guiné Equatorial         | Zâmbia     | 1–1    | 1–1       | Taça das Nações Africanas de 2015                     |
| 5  | 12 de novembro de 2015 | Stade Prince Louis Rwagasore, Bujumbura, Burundi        | Burundi    | 1–0    | 3–2       | Qualificação para o Mundial de 2018                   |
| 6  | 15 de novembro de 2015 | Estádio dos Mártires de Pentecostes, Kinshasa, RD Congo | Burundi    | 2–0    | 3–0       | Qualificação para o Mundial de 2018                   |
| 7  | 5 de junho de 2016     | Estádio Rabemananjara, Mahajanga, Madagáscar            | Madagascar | 3–0    | 6–1       | Qualificação para a Taça das Nações Africanas de 2017 |
| 8  | 13 de novembro de 2016 | Stade du 28 Septembre, Conakri, Guiné                   | Guiné      | 2–1    | 2–1       | Qualificação para o Mundial de 2018                   |
| 9  | 13 de outubro de 2018  | Stade des Martyrs, Kinshasa, RD Congo                   | Zimbabwe   | 1–2    | 1–2       | Qualificação para a Taça das Nações Africanas de 2019 |

## Títulos
Crystal Palace
- Play-offs do Championship: 2013[109]
- Vice-campeão da Taça de Inglaterra: 2015–16[110]

Individual
- Equipa do Ano: Championship 2012–13[111]